# 1305
1305 (MCCCV) var ett normalår som började en fredag i den julianska kalendern.

## Händelser

### Februari
- Före 15 februari – Kung Birger Magnusson intar fästningen Dalaborg.
- 15 februari – Uppgörelsen på Kolsäter sluts mellan kung Birger och hans bröder Erik och Valdemar Magnusson.

### Mars
- Våren – Fred sluts mellan kung Birger och hertigarnas allierade, den norske kungen Håkon Magnusson, vid Gullbergshed.

### Juni
- 5 juni – Sedan påvestolen har stått tom i ett år väljs Raymond Bertrand de Got till påve och tar namnet Clemens V.

### Okänt datum
- Den svenska kyrkan vinner striden från 1303. Kungen bekräftar dess privilegier och befriar all jord, som tillhör dom- och sockenkyrkor, från skatt.
- Hertigarna tar marsken Torgils Knutsson till fånga och för honom till Stockholm.
- Vid ärkebiskop Nils Allessons död kommer den svenska ärkebiskopsstolen att stå tom i tre år.

## Födda
- 11 november – Beatrice av Luxemburg, drottning av Ungern.
- 29 december – Elisabeth av Polen, drottning av Ungern.

## Avlidna
- 3 eller 4 februari – Nils Allesson, svensk ärkebiskop sedan 1292.
- 4 april – Johanna I av Navarra, regerande drottning av Navarra och drottning av Frankrike.
- 23 augusti – William Wallace, skotsk nationalhjälte, Skottlands regent 1297-1298.
- 10 september – Nikolaus av Tolentino, italiensk mystiker och munk, helgon.